# The Devil Within (film 1921)
The Devil Within è un film muto del 1921 diretto da Bernard J. Durning che ne è anche uno degli interpreti insieme a Dustin Farnum, protagonista della storia, Virginia Valli, Nigel De Brulier, Jim Farley, Tom O'Brien, Bob Perry.

## Trama
Nel 1870, il capitano Briggs, un ubriacone brutale e tirannico, durante un viaggio nei mari del sud ruba un idolo da un villaggio, provocando l'ira degli indigenti che attaccano la nave. I nativi vengono respinti e maltrattati e la strega del villaggio lancia una maledizione sul capitano e su tutti i suoi discendenti. Arrivato a destinazione, Briggs vende il suo carico di oppio, un'operazione che lo rende ricco. Il capitano si sposa. Passano gli anni. La moglie e il figlio ormai sono morti e a lui resta solo Hal, il nipote. Il giovane, diventato marinaio, sembra ripercorrere le orme dello zio. Ubriaco, durante una rissa, ruba i risparmi di Briggs, suscitando anche la paura nei suoi confronti di Laura, la sua fidanzata. Durante un combattimento, Hal resta ferito da una scimitarra malese dal taglio avvelenato. Si salva per miracolo solo per merito del dottor Philiol, che riesce a trovare un antidoto al veleno. La brutta avventura occorsagli muta il carattere di Hal: dopo una lunga malattia, riacquista l'amore di Laura e quello dell'anziano zio.

## Produzione
Il film fu prodotto dalla Fox Film Corporation con il titolo di lavorazione Cursed.

## Distribuzione
Il copyright del film, richiesto dalla Fox Film Corp., fu registrato il 20 novembre 1921 con il numero LP17287. Lo stesso giorno, distribuito dalla Fox Film Corporation e presentato da William Fox, il film uscì anche nelle sale statunitensi. In Danimarca, il film fu distribuito il 21 settembre 1925 con il titolo Kaptajnen med den haarde Haand.
Non si conoscono copie ancora esistenti della pellicola che viene considerata presumibilmente perduta.